# Garmin eTrex Venture
Garmin eTrex Venture, handburen GPS-mottagare. Venture är inte toppmodellen i Garmins eTrex-serie, och lämpar sig för mobilt bruk både till sjöss och på land. Några av funktionerna hos Venture är GPS-mottagare, Jaktkalender, hastighetsmätning, höjdmätning. 

## Specifikationer

### Mottagare
- 12-kanals GPS med stöd för DGPS, WAAS och EGNOS
- Antenn: Inbyggd patch
- Uppstarttid: 15 s (varm), 45 s (kall), 5 min (ny sökning)
- Uppdateringsfrekvens: 1 sekund, kontinuerlig

### Barometer
- Höjdområde: ? meter
- Noggrannhet: 3 meter
- Upplösning: 30 cm

### Navigeringsfunktioner
- Waypoints: 500
- Spår: ?
- Rutter: 20
- Tripp-dator: Aktuell fart, medelfart, soluppgång/solnedgång, trippmätare, timer

### Mått och vikt
- Storlek: 112 x 51 x 30 mm
- Vikt: 150 g (med batterier)

### Material
- Plast och gummi
- Vattentät enligt IEC 529 IPX7-standard